# HMS Kalmar (J14)
HMS Kalmar (J14) var en stadsjagare i svenska flottan som byggdes på Götaverken och sjösattes 20 juli 1943 som den fjärde av fyra jagare i Visby-klassen Alla fyra fartygen i Visby-klassen byggdes om till fregatter mellan 1964 och 1966. Kalmar blev tillsammans med systerfartyget HMS Hälsingborg (J13) föremål för de minst omfattande förändringarna. Fartyget utrangerades 1 juli 1978, och skrotades år 1979 i Göteborg.

## Utformning och bestyckning

HMS Kalmars vapen.

Kalmar var 97,5 meter lång och 9,2 meter bred. Skrovet var byggt av stål medan överbyggnaderna var byggda av lättmetall. Den huvudsakliga överbyggnaden stod strax för om midskepps och inrymde bland annat manskapskök, styrhytt och manövreringshytt samt kommandobrygga. Maskineriet bestod av tre oljeeldade ångpannor typ Penhoët A som genererade ånga åt två stycken de Laval ångturbiner på 36 000 hästkrafter, vilka i sin tur drev två propellrar. Detta maskineri gav fartygen en maxhastighet av 39 knop. Huvudartilleriet bestod av tre stycken 12 cm kanoner m/24 och det övriga luftvärnet utgjordes av åtta 40 mm luftvärnsautomatkanoner m/36. Dessutom fanns luftvärnskulsprutor och torpedtuber, och drygt 40 minor och 16 sjunkbomber kunde medföras.

## Historia
Kalmar byggdes på Eriksbergs Mekaniska Verkstads AB i Göteborg, som även hade byggt systerfartyget HMS Sundsvall (J12). Fartyget sjösattes den 20 juli 1943 och levererades till marinen 2 februari 1944. Efter leveransen sattes Kalmar in i kustflottan, där hon tjänstgjorde under återstoden av andra världskriget.

### Ombyggnad
I början av 1960-talet genomgick Kalmar en ombyggnation. Huvudartilleriet behölls medan luftvärnsautomatkanonerna m/36 byttes ut mot de modernare m/48, vilket medförde att det aktra torpedtubsstället behövde tas bort så det förliga utökades till att rymma fem tuber. Minkapaciteten utökades till 130 minor. År 1965 omklassades fartyget till fregatt.

### Utrangering
Kalmar utrangerades den 1 juli 1978, vartefter hon år 1979 såldes för skrotning i Göteborg.